# Herbert Simon
Herbert Alexander Simon (Milwaukee (Wisconsin), 15 juni 1916 - Pittsburgh (Pennsylvania), 9 februari 2001) was een Amerikaanse psycholoog en socioloog. Hij wordt ook wel gezien als de vader van de moderne bedrijfskunde.
Simon werd geboren als zoon van een Duitse immigrant. Hij studeerde aan de Universiteit van Chicago. Later werd hij hoofd van een onderzoeksgroep aan de Universiteit van Californië, Berkeley. Vervolgens ging hij in 1942 aan het werk bij het Illinois Institute of Technology. In 1949 vertrok hij weer, ditmaal naar Pittsburgh om te werken aan het Carnegie Institute of Technology, tegenwoordig de Carnegie Mellon Universiteit. Vervolgens werkte hij veel binnen bedrijven, waardoor hij ideeën ontwikkelde voor zijn baanbrekende besluitvormingstheorie. In zijn latere jaren richtte hij zich meer op de psychologie.
Hij bekwaamde zich behalve in sociale wetenschappen, politieke wetenschappen, toegepaste wiskunde, statistiek, en logica ook in de economie. In dat vakgebied ontving hij in 1978 de Prijs van de Zweedse Rijksbank voor economie voor zijn onderzoek naar het proces van het nemen van beslissingen in economische organisaties (besluitvormingstheorie). Hij was de eerste die aantoonde dat managers geen rationele beslissingen nemen, maar dat er veel onzekerheid en subjectieve motivaties aan ten grondslag liggen. In 1975 ontving hij samen met Allen Newell de Turing Award.
De belangrijkste artikelen waarin Simon zijn theorieën ontvouwde, zijn A behavioral model of rational choice, (in Quarterly Journal of Economics, 1955) en On the concept of organizational goal, (in Administrative Science Quarterly, 1964).
Tilburg University vernoemde als een eerbetoon in 2005 het gebouw waarin Sociale Wetenschappen is gehuisvest naar Herbert Simon. In 2016 verhuisde de Tilburg School of Social and Behavioral Sciences naar het gerenoveerde Simon Building op de campus van de universiteit.
1969: Frisch, Tinbergen ·
1970 : Samuelson ·
1971: Kuznets ·
1972: Hicks, Arrow ·
1973: Leontief ·
1974: Myrdal, Hayek ·
1975: Kantorovitsj, Koopmans ·
1976: Friedman ·
1977: Ohlin, Meade ·
1978: Simon ·
1979: Schultz, Lewis ·
1980: Klein ·
1981: Tobin ·
1982: Stigler ·
1983: Debreu ·
1984: Stone ·
1985: Modigliani ·
1986: Buchanan ·
1987: Solow ·
1988: Allais ·
1989: Haavelmo ·
1990: Markowitz, Miller, Sharpe ·
1991: Coase ·
1992: Becker ·
1993: Fogel, North ·
1994: Harsanyi, Nash, Selten ·
1995: Lucas ·
1996: Mirrlees, Vickrey ·
1997: Merton, Scholes ·
1998: Sen ·
1999: Mundell ·
2000: Heckman, McFadden ·
2001: Akerlof, Spence, Stiglitz ·
2002: Kahneman, Smith ·
2003: Engle, Granger ·
2004: Kydland, Prescott ·
2005: Aumann, Schelling ·
2006: Phelps ·
2007: Hurwicz, Maskin, Myerson ·
2008: Krugman ·
2009: Ostrom, Williamson ·
2010: Diamond, Mortensen, Pissarides ·
2011: Sims, Sargent ·
2012: Roth, Shapley  ·
2013: Fama, Hansen, Shiller  ·
2014: Tirole  ·
2015: Deaton  ·
2016: Hart, Holmström ·
2017: Thaler ·
2018: Nordhaus, Romer ·
2019: Banerjee, Duflo, Kremer ·
2020: Milgrom, Wilson ·
2021: Imbens, Angrist, Card ·
2022: Bernanke, Diamond, Dybvig ·
2023: Goldin ·
2024: Acemoglu, Johnson, Robinson
1966: Alan J. Perlis ·
1967: Maurice V. Wilkes ·
1968: Richard Hamming ·
1969: Marvin Minsky ·
1970: J.H. Wilkinson ·
1971: John McCarthy ·
1972: Edsger Dijkstra ·
1973: Charles W. Bachman ·
1974: Donald E. Knuth ·
1975: Allen Newell, Herbert Simon ·
1976: Michael Rabin, Dana S. Scott ·
1977: John Backus ·
1978: Robert W. Floyd ·
1979: Kenneth E. Iverson ·
1980: Tony Hoare ·
1981: Edgar F. (Ted) Codd ·
1982: Stephen A. Cook ·
1983: Ken Thompson, Dennis M. Ritchie ·
1984: Niklaus Wirth ·
1985: Richard M. Karp ·
1986: John Hopcroft, Robert Tarjan ·
1987: John Cocke ·
1988: Ivan Sutherland ·
1989: William Kahan ·
1990: Fernando J. Corbató ·
1991: Robin Milner ·
1992: Butler Lampson ·
1993: Juris Hartmanis, Richard E. Stearns ·
1994: Edward Feigenbaum, Raj Reddy ·
1995: Manuel Blum ·
1996: Amir Pnueli ·
1997: Douglas Engelbart ·
1998: Jim Gray ·
1999: Frederick P. Brooks, Jr. ·
2000: Andrew Chi-Chih Yao ·
2001: Ole-Johan Dahl, Kristen Nygaard ·
2002: Ron Rivest, Adi Shamir, Leonard M. Adleman ·
2003: Alan Kay ·
2004: Vinton G. Cerf, Robert E. Kahn ·
2005: Peter Naur ·
2006: Frances E. Allen ·
2007: Edmund M. Clarke, E. Allen Emerson, Joseph Sifakis ·
2008: Barbara Liskov ·
2009: Charles Thacker ·
2010: Leslie Valiant ·
2011: Judea Pearl ·
2012: Shafi Goldwasser, Silvio Micali ·
2013: Leslie Lamport ·
2014: Michael Stonebraker ·
2015: Martin Hellman, Whitfield Diffie ·
2016: Tim Berners-Lee ·
2017: John L. Hennessy, David Patterson ·
2018: Yoshua Bengio, Geoffrey Hinton, Yann LeCun ·
2019: Patrick M. Hanrahan, Edwin E. Catmull ·
2020: Alfred Aho, Jeffrey Ullman ·
2021: Jack Dongarra ·
2022: Robert Metcalfe ·
2023: Avi Wigderson
- Association for Computing Machinery: 81100527918
- Bibsys: 90056630
- Biblioteca Nacional de España: XX997740
- Bibliothèque nationale de France: cb11924825s (data)
- Catàleg d'autoritats de noms i títols de Catalunya: 981058514876906706
- CiNii: DA00049859
- DBLP: 16/6065
- Gemeinsame Normdatei: 118936271
- International Standard Name Identifier: 0000 0001 2095 8302
- Library of Congress Control Number: n79021485
- Nationale Bibliotheek van Letland: 000009046
- Mathematics Genealogy Project: 87903
- Bibliotheek van het Japanse parlement: 00456633
- Nationale Bibliotheek van Tsjechië: jn19990007976
- Nationale Bibliotheek van Israël: 987007302229805171
- Nationale Bibliotheek van Polen: a0000001854047
- Nationale en Universitaire bibliotheek Zagreb: 000016129
- Nederlandse Thesaurus van Auteursnamen: 068404107
- Réseau des bibliothèques de Suisse occidentale: 02-A003833113
- Istituto Centrale per il Catalogo Unico: CFIV051860
- LIBRIS: 235457
- SNAC: w6fb6jsh
- Système universitaire de documentation: 033627495
- Semantic Scholar: 2259532335
- Virtual International Authority File: 29540765
- WorldCat: E39PBJhxt4mxmJGBrgMDBxrjG3